# Telephanus hirsutus
Telephanus hirsutus es una especie de coleóptero de la familia Silvanidae.

## Distribución geográfica
Habita en México.